# Чернышев, Олег Анатольевич
Олег Анатольевич Чернышёв (бел. Алег Анатольевіч Чарнышоў) — белорусский военачальник, заместитель председателя Комитета государственной безопасности Республики Беларусь (2014—2021), кандидат юридических наук.

## Биография
В 1986 году окончил Минское высшее военное инженерное училище.
Работал заместителем начальника Института национальной безопасности Республики Беларусь.
С 2002 по 2009 годы являлся начальником Антитеррористического центра (АТЦ) КГБ Республики Беларусь, с 2009 по 2013 годы являлся командиром специального антитеррористического подразделения КГБ — группы «Альфа».
4 апреля 2014 года назначен заместителем председателя Комитета государственной безопасности Республики Беларусь.
18 октября 2021 года назначен заместителем Председателя Президиума Национальной академии наук Беларуси .
Женат.

## Международные санкции
В марте 2012 года был включён в санкционный список ЕС («Чёрный список ЕС»). Европейские санкции были сняты 15 февраля 2016 года.
2 октября 2020 года был снова включён в санкционный список ЕС. Кроме того, на него распространены санкции Великобритании, Канады, Швейцарии. 20 ноября к октябрьскому пакету санкций ЕС присоединились Албания, Исландия, Лихтенштейн, Норвегия, Северная Македония, Черногория и Украина.